# ساكن أمبير (مودية)

تعديل مصدري - تعديل

ساكن أمبير هي إحدى قرى عزلة مودية بمديرية مودية التابعة لمحافظة أبين، بلغ تعداد سكانها 507 نسمة حسب تعداد اليمن لعام 2004.